# Движущаяся группа звёзд Кастора
Движущаяся группа звёзд Кастора — группа звёзд, объединённая общим направлением движения и общим происхождением. В данную группу входят такие звёзды как Кастор, Фомальгаут, Вега, α Цефея и α Весов. Все они имеют приблизительно одинаковый возраст.
Объединить звёзды в данную группу предложили Ж. П. Аносова и В. В. Орлов в 1990 году. Всего было предложено объединить 15 звёзд, но существование группы до сих пор остаётся под вопросом.

## Члены группы
- 14 Зайца
- α Цефея
- α1 Весов
- α2 Весов
- Кастор
- Фомальгаут
- Глизе 226.2
- Глизе 255
- Глизе 351
- Глизе 521.2
- Глизе 755
- Глизе 879
- κ Феникса
- Вега